# 神奈川県立大原高等学校
神奈川県立大原高等学校（かながわけんりつおおはらこうとうがっこう）はかつて神奈川県平塚市にあった県立の高等学校。2009年より敷地内に神奈川県立平塚中等教育学校が併設される。高校募集は2011年まで行われた。2014年3月1日、完校式が行われ閉校した。

## 設置学科
- 全日制
  - 普通科

## 沿革
- 1984年4月 - 開校
- 2009年4月 - 同じ敷地校舎内に神奈川県立平塚中等教育学校が開校（併設）
- 2012年4月 - 募集停止
- 2014年3月 - 閉校

## 交通
- JR東海道線平塚駅よりバス10分「共済病院前・総合公園西」下車 徒歩7分

## 主な出身者
- 坪井貴史（フジテレビジョンプロデューサー）
- 尾崎英二郎（ハリウッド俳優）
- 鈴木秋則（元センチメンタル・バス、キーボーディスト）
- 宮腰力（平塚市初の男性同性愛者同士による国際結婚者）
- 後藤真由美（日本画家）
- SHINGO（手話パフォーマーユニット「HANDSIGN」メンバー）